# فاطمه لره
فاطمه لره یکی از عارفه های مشهور دلفان که معشوقه  باباطاهر است. او در قرن چهارم و پنجم هجری می‌زیسته‌است.

## ارتباط او با باباطاهر
بر اساس کلام دوره شاه خوشین در سرانجام کتاب مقدس یارسان، فاطمه به عنوان زنی یارسان از سرسپردگان شاه خوشین و محبوبهٔ باباطاهر معرفی شده‌است. دکتر زرین کوب در کتاب جستجو در تصوف نیز آن را تأیید کرده‌است. برخی فاطمه لره را مادر یا خواهر باباطاهر دانسته‌اند؛ البته این سخن احتمالاً صحیح نیست. احتمال می‌رود علاوه بر فاطمه لَرَه، فرد دیگری فاطمه نام، وجود داشته که مادر یا خواهر باباطاهر بوده‌است. چنان‌که ادمونز می‌گوید: «فاطمه لَرَه کسی بجز، بی‌بی فاطمه، خواهر و همدم باباطاهر، بوده‌است.

## نام
پژوهشگران در خصوص لقب «لَره» که برای فاطمه آمده، نظرات مختلفی داده‌اند. برخی آن را نشان از متعلق بودن او به قوم لر دانسته‌اند. گروهی دیگر معتقدند که این واژه «لَره» است نه «لَره» و معنای آن لاغر است.
== ریشه قومی == لر
و لرستان این ناحیه خاستگاه باباطاهر نیز بوده وجوده مقبره ای به نام باباطاهر در خرم آباد
| مه طاهر ساکن پای گرینم      |  | مه درویش مسلک و آگر دروینِم    |
| بوری درباغ خواوم لحظه‌ای چند |  | که شاید وخت خواو روی تو بوینم |

## مقبره

آرامگاه قدیمی باباطاهر عریان در همدان

قبر فاطمه لره و همچنین فاطمه (مادر یا خواهر باباطاهر) در کنار قبر باباطاهر قرار دارد.